# Maja Bogicaj
Maja Bogicaj är en bergstopp i Albanien. Den ligger i den norra delen av landet, 140 km norr om huvudstaden Tirana. Toppen på Maja Bogicaj är 2 405 meter över havet, eller 150 meter över den omgivande terrängen. Bredden vid basen är 1,5 km. Maja Bogicaj ingår i Bjeshka e Junikut.
Terrängen runt Maja Bogicaj är kuperad åt nordväst, men åt sydost är den bergig.   Runt Maja Bogicaj är det ganska tätbefolkat, med 222 invånare per kvadratkilometer.. Det finns inga samhällen i närheten. 
I omgivningarna runt Maja Bogicaj växer i huvudsak blandskog.